# Хазанов Онисим Тимофійович
Хазанов Онисим Тимофійович (28 серпня 1903, м. Смоленськ, нині РФ — 1993, м. Тель-Авів, Ізраїль) — вчений у галузі медицини. Доктор медичних наук (1946), професор (1948).

## Життєпис
Закінчив інститут медичних знань у місті Ленінград (нині Санкт-Петербург, РФ). Працював лікарем у Шугозерському районі Ленінградської області (1928—1932); асистент, професор кафедри патологічної анатомії Військово-морської медичної академії (1940—1953), головним патологоанатомом Тихоокеанського флоту в місті Владивостоці (1953—1959), завідувачем кафедри патологічної анатомії медичного інституту в місті Архангельську (1959—1960, нині всі — РФ).
У 1960—1974 — завідувач кафедри патологічної анатомії Тернопільського медичного інституту (нині університет). Після виходу на пенсію проживав у Ленінграді, Ізраїлі.
Автор і співавтор близько 120 наукових статей, 6 монографій та 2 посібників.